# Hasičská zbrojnice (Bruzovice)
Hasičská zbrojnice se nachází v Bruzovicích, okrese Frýdek-Místek. Hasičská zbrojnice byla prohlášena v roce 2008 kulturní památkou ČR.

## Historie
Hasičský sbor v Bruzovicích vznikl v roce 1897. Objekt hasičské zbrojnice byl postaven v roce 1904. V této budově společně s hasiči byla obecní knihovna nebo později obecní úřad. Přestože novodobým potřebám nevyhovuje a dokonce byl položen základní kámen pro novou hasičskou zbrojnici v roce 1947, která nebyla postavena, slouží dále. V roce 2013 byla hasičská zbrojnice rekonstruována. Mimo jiné byly odstraněny nevhodné zásahy na budově z minulých let, tak aby její vzhled odpovídal podobě z roku 1904. Byla položena nová střecha, venkovní okna a rekonstruovány dveře. Na střechu byla navrácena věžička. Náklady na rekonstrukci činily 1 363 000 Kč.

## Architektura
Patrová historizující zděná stavba má obdélníkový půdorys a je situovaná ve svahu. Stavba je postavena z režného zdiva, na kamenném soklu, ve kterém jsou obdélná okna. Budova je zakončena sedlovou střechou, předsazené krovy ve štítech jsou zdobené. Fasády jsou členěné lizénami a patrovou římsou z režného cihelného zdiva. Ve štítových stěnách jsou obdélná okna se segmentovým zakončením rámovaná šámbránou z režného cihelného zdiva. Štíty jsou členěny lizénovými rámy. V uliční fasádě jsou dvoukřídlová obdélná dřevěná vrata s plasticky zvýrazněným ostěním a dvojí dveře. Dvoukřídlé kazetové dveře s nadsvětlíkem a jednokřídlé dveře. K zahradnímu okapovému průčelí byla v roce 1972 přistavěna věžová sušárna hadic, která má čtvercový půdorys a je zastřešena jehlancovou střechou.

## Interiér
V přízemí jsou místnosti zaklenuty valenými klenbičkami nesenými ocelovými I profily. V patře mají místnosti ploché stropy. Dveře v místnostech byly původní fládrované.

## Ostatní
Součástí nemovité kulturní památky je movitá výzbroj:
- V hasičské zbrojnici se nachází ruční, koňmi tažená hasičská stříkačka, obsluhovanou čtyřmi lidmi, s původními požárními hadicemi, dřevěnou ojí a dřevěné nasazovací rukojeti čerpadla. Hasičskou stříkačku z roku 1897 vyrobila firma R. A. Smekal v Čechách pod Kosířem.
- Přívěsná motorová hasičská stříkačka z roku 1936 vyrobenou firmou Sigmund Olomouc – Lutín. Dochované původní ocelová disková kola s pneumatikami Baťa, textilními hadicemi a sacím košem.